# アーサ汁

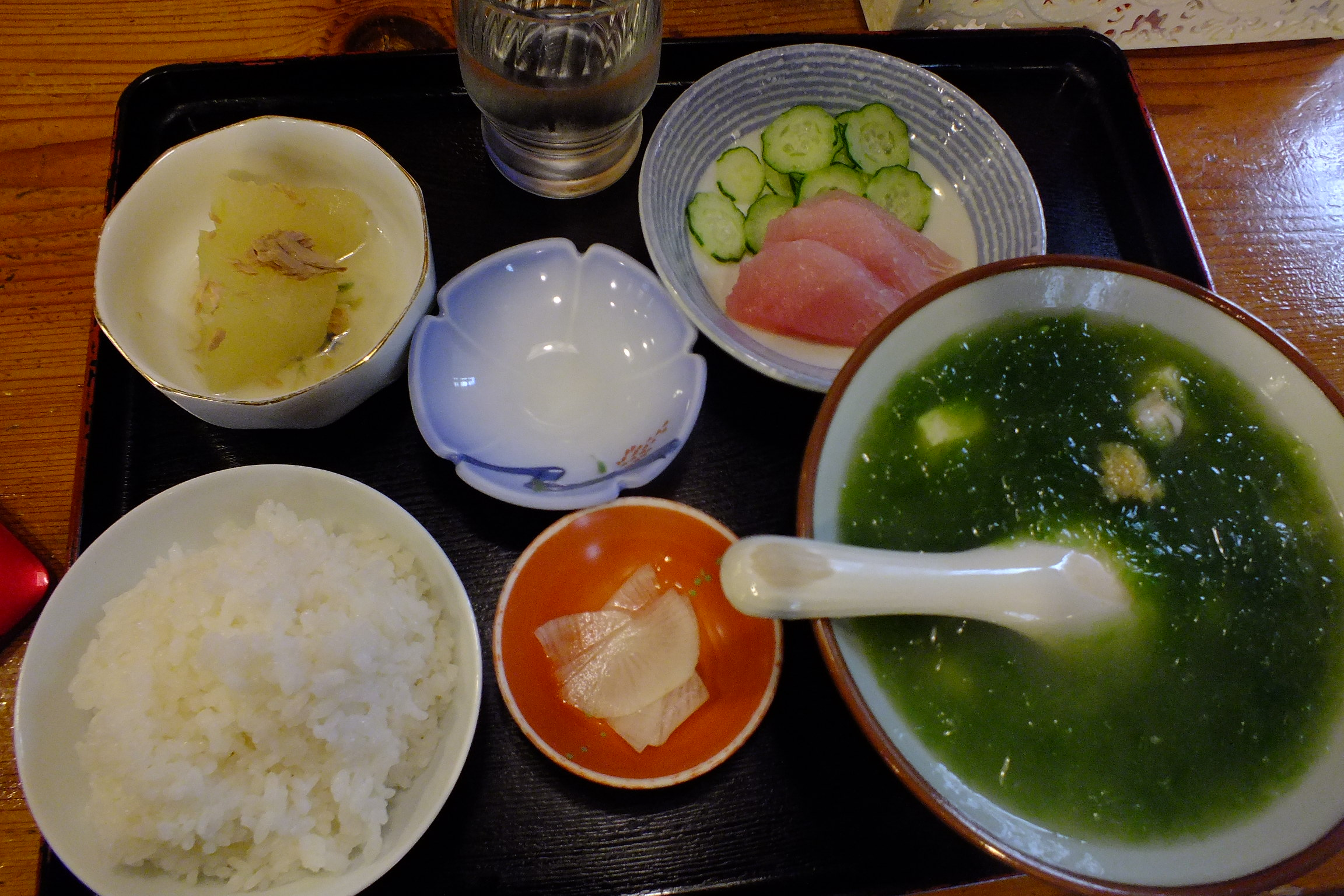
アーサ汁定食（沖縄県石垣市）

アーサ汁（アーサじる）は、沖縄県の郷土料理。ヒトエグサと島豆腐を使った汁物のこと。アーサー汁、アーサ（アーサー）スープとも呼ばれる。

## 概要
魚からとった出汁に豆腐とアーサを刻んで入れ、塩、醤油、味噌などで仕上げ、吸い物とする。家庭料理として作られるほか、定食でも提供される。八重山では「ゆくずる」と呼び、ハレの日の場にて供されることもある。
沖縄地方ではヒトエグサ、アオサ、アナアオサ等の緑藻を総じてアーサと呼ぶが、食用とされるのはヒトエグサである。ヒトエグサは他の海藻よりも高タンパク質でより多くの食物繊維を含有し、ビタミンCも豊富である。カルシウム、ミネラルも多く含有する。春先に採取し乾燥したものが年間を通じて流通しており、天ぷら、卵焼き、粥、ジューシーなどにも用いられる沖縄では一般的な食材である。